# Mirella Karpati
Mirella Karpati (Fiume, 9 settembre 1923 – Roma, 5 agosto 2017) è stata una pedagoga italiana.
Studiosa del mondo zingaro e della Romanologia, a lei è attribuita la creazione di una nuova pedagogia zingara .

## Storia
Mirella Karpati nasce a Fiume nel 1923. Laureata in pedagogia, in seguito ad un incontro casuale  ha iniziato a lavorare con Sinti e Rom sulla scolarizzazione dei bambini nel 1959. 
Nel 1961 istituisce, presso l'istituto di Pedagogia della Facoltà di Magistero dell'Università di Padova (di cui era direttore Giuseppe Flores D'Arcais), il Centro Studi Zingari, con cui inizia alcuni esperimenti di scolarizzazione di bambini nomadi in Alto Adige. Presta inoltre servizio presso l'Università dal 1965 al 1970 in qualità di assistente della cattedra di Pedagogia .
Nel 1965, insieme a don Bruno Nicolini, fonda a Roma il Centro Studi Zingari  (riconosciuto ente morale dallo Stato italiano dal 1970).
Sempre nel 1965 fonda la rivista bimestrale di studi zingari Lacio Drom (buon viaggio), pubblicata dal Centro Studi zingari dal 1965 fino al 1999 sotto la sua direzione.
L'attività di scolarizzazione viene affrontata inizialmente all'interno di Classi differenziali, la prima delle quali viene ospitata nella scuola «Tambosi» nel quartiere Oltrisarco di Bolzano. Nell'anno scolastico 1965-66, tramite convenzione firmata tra il Ministero della Pubblica Istruzione e l'Opera Nomadi, la sperimentazione viene estesa ad altre 11 classi in diverse regioni d'Italia e in questo contesto la Karpati si occupa anche della preparazione e dell’aggiornamento degli insegnanti nelle classi speciali. Nell'anno scolastico 1972-73 le classi speciali per bambini zingari diventano 60 . 
Nel 1982 una nuova convenzione fra Ministero e Opera Nomadi stabilisce che i fanciulli zingari e nomadi in età d’obbligo scolastico debbano essere inseriti in classi comuni, con l’appoggio di insegnanti di sostegno al fine di agevolarne maggiormente l’inserimento scolastico. L'insegnante viene successivamente sostituito con un insegnante della Dotazione Organica Aggiuntiva per evitare di equiparare la condizione gitana ad un handicap . Entrambe le decisioni vengono sostenute dall'impegno della Karpati che supporta le sue richieste con le analisi pedagogiche contenute nei numerosi libri che provvede a pubblicare.